# Ermita de Nuestra Señora de Muskilda
La ermita de Nuestra Señora de Muskilda se encuentra situada cercana a la población de Ochagavía, en la cumbre del monte Muskilda a poco más de 1000 metros de altura y enclavada en el valle de Salazar de la comunidad Foral de Navarra (España).

## Edificio
La construcción románica data del siglo XII, y se atribuye realizada durante el mandato del rey Sancho el Fuerte (1194-1234). El conjunto se compone además de la ermita, de una casa para el ermitaño y otra para el capellán, todo este recinto está rodeado por una pequeña muralla de piedra.

### Interior

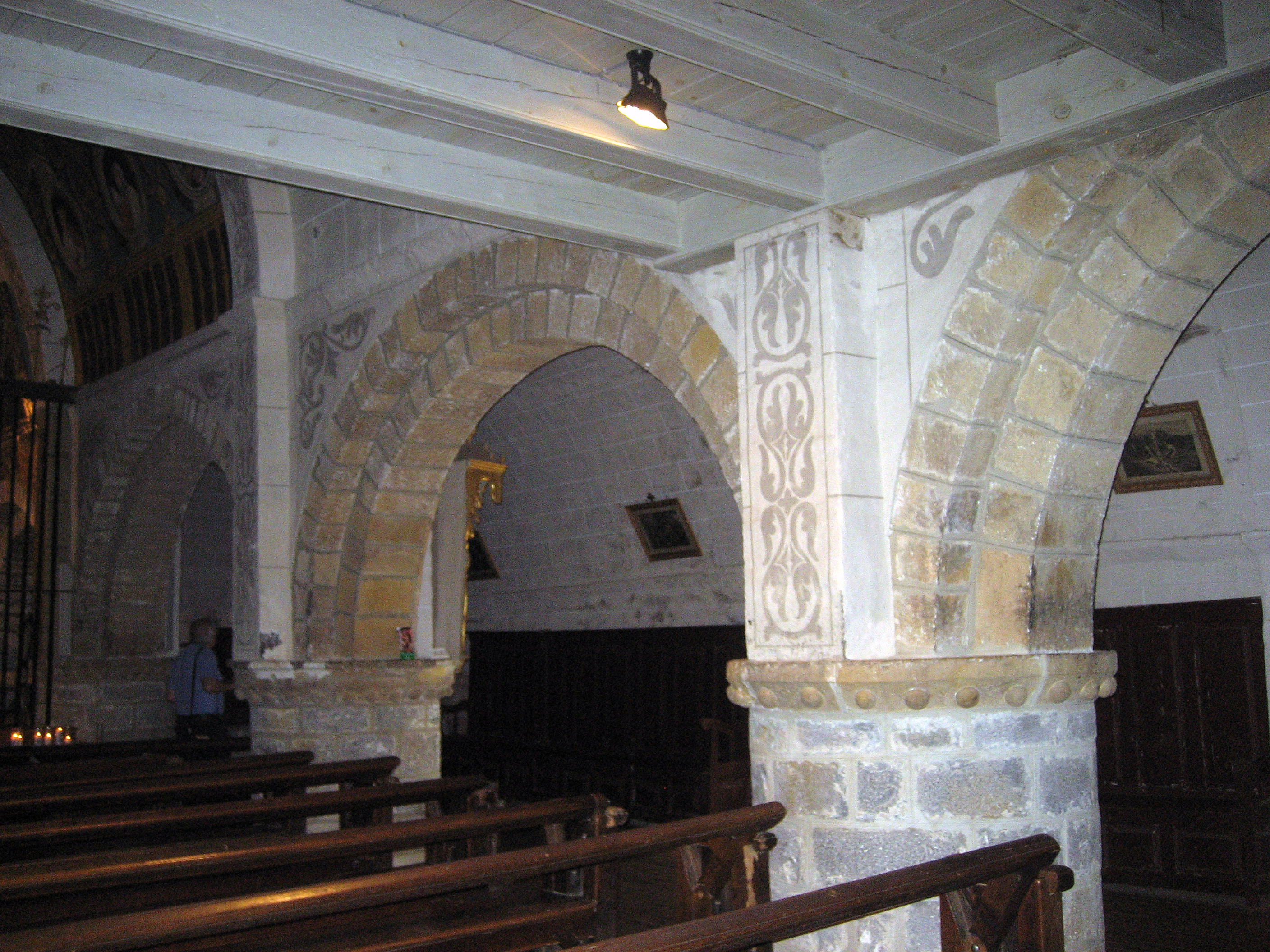
Interior del templo.

El templo lo constituye una planta rectangular con tres naves, la central con bóveda de cañón y las laterales con cuarto de bóveda, sostenidas por seis gruesas columnas cilíndricas en su parte inferior con decoración de besantes (medias bolas), forman estas columnas los arcos de separación entre las naves. En la parte de la cabecera hay un retablo con una inscripción de su realización en el año 1642, en su hornacina central se encuentra la imagen de la Virgen de Muskilda, patrona del valle, de estilo románico tardío o principio de gótico y sobre ella una representación de la Asunción y un Crucificado. 
El presbiterio se encuentra separado de la nave central por una reja de hierro forjado del siglo XV. Tiene una sacristía adosada en la parte posterior de la cabecera tras el retablo, seguramente de reformas posteriores, las principales de las cuales se llevaron a cabo durante el siglo XVII. El primer tramo de la nave central, después del presbiterio, posee unas pinturas murales cubriendo toda su bóveda.

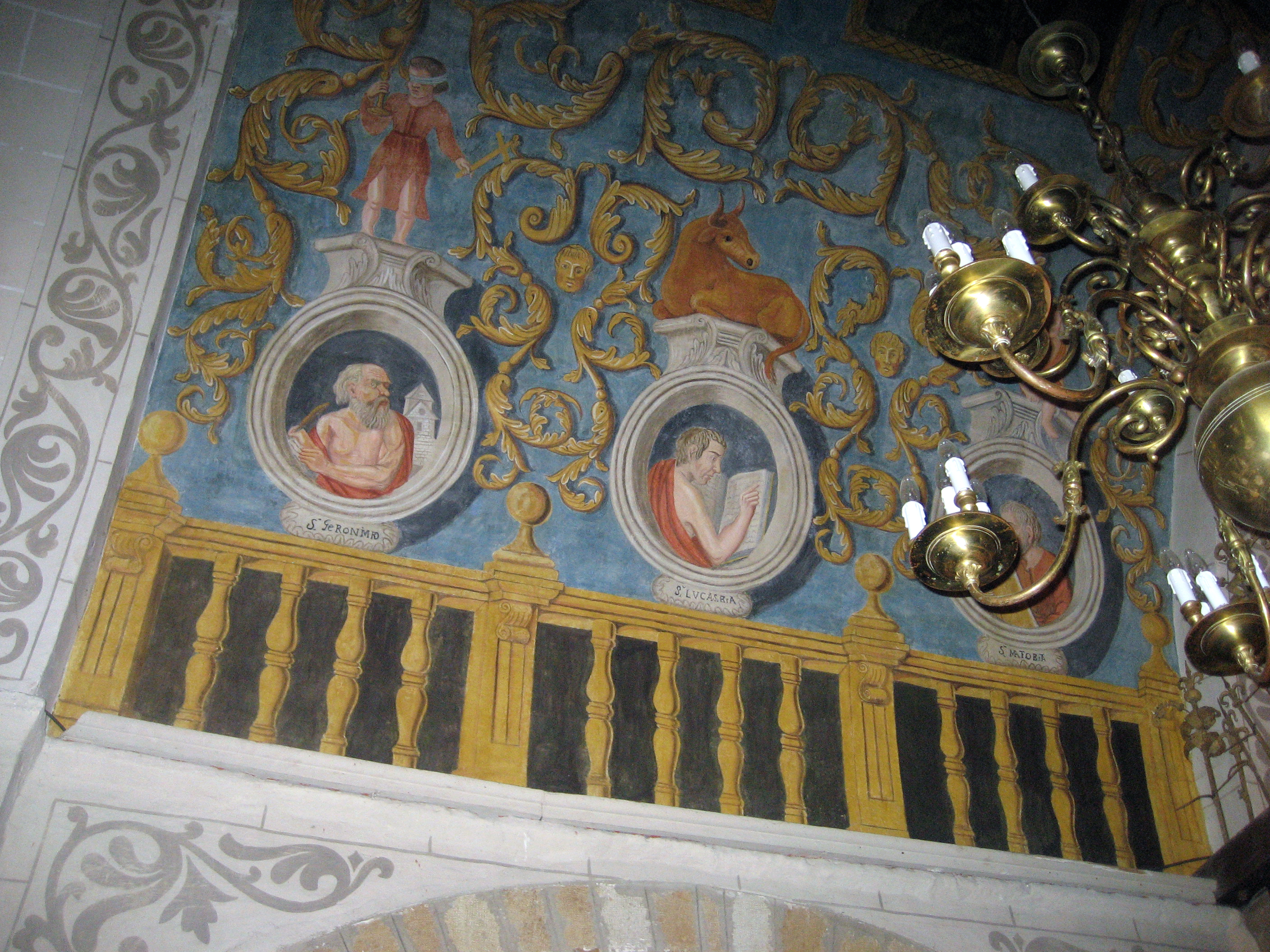
Pintura mural del lado del Evangelio.
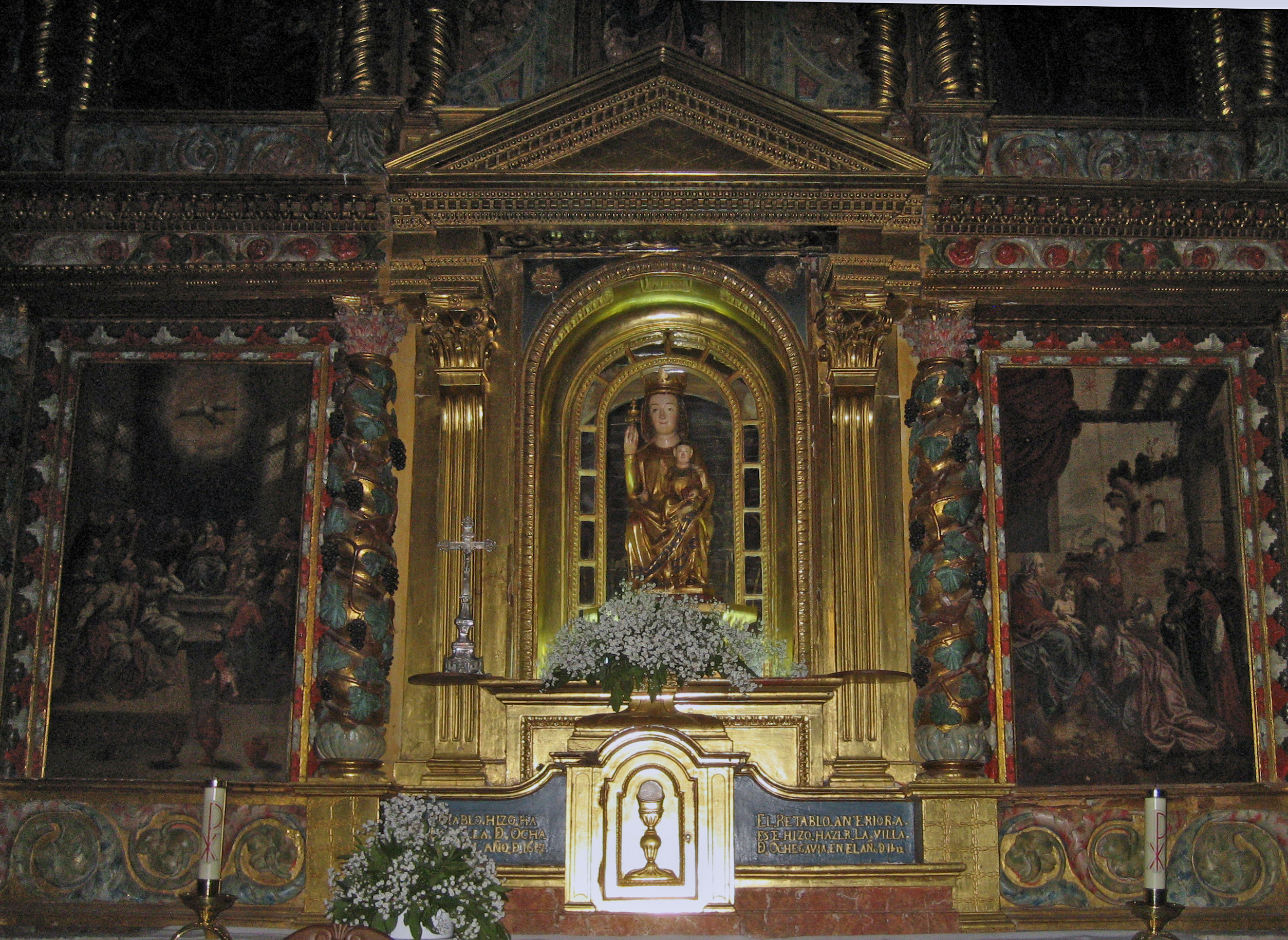
Retablo central.
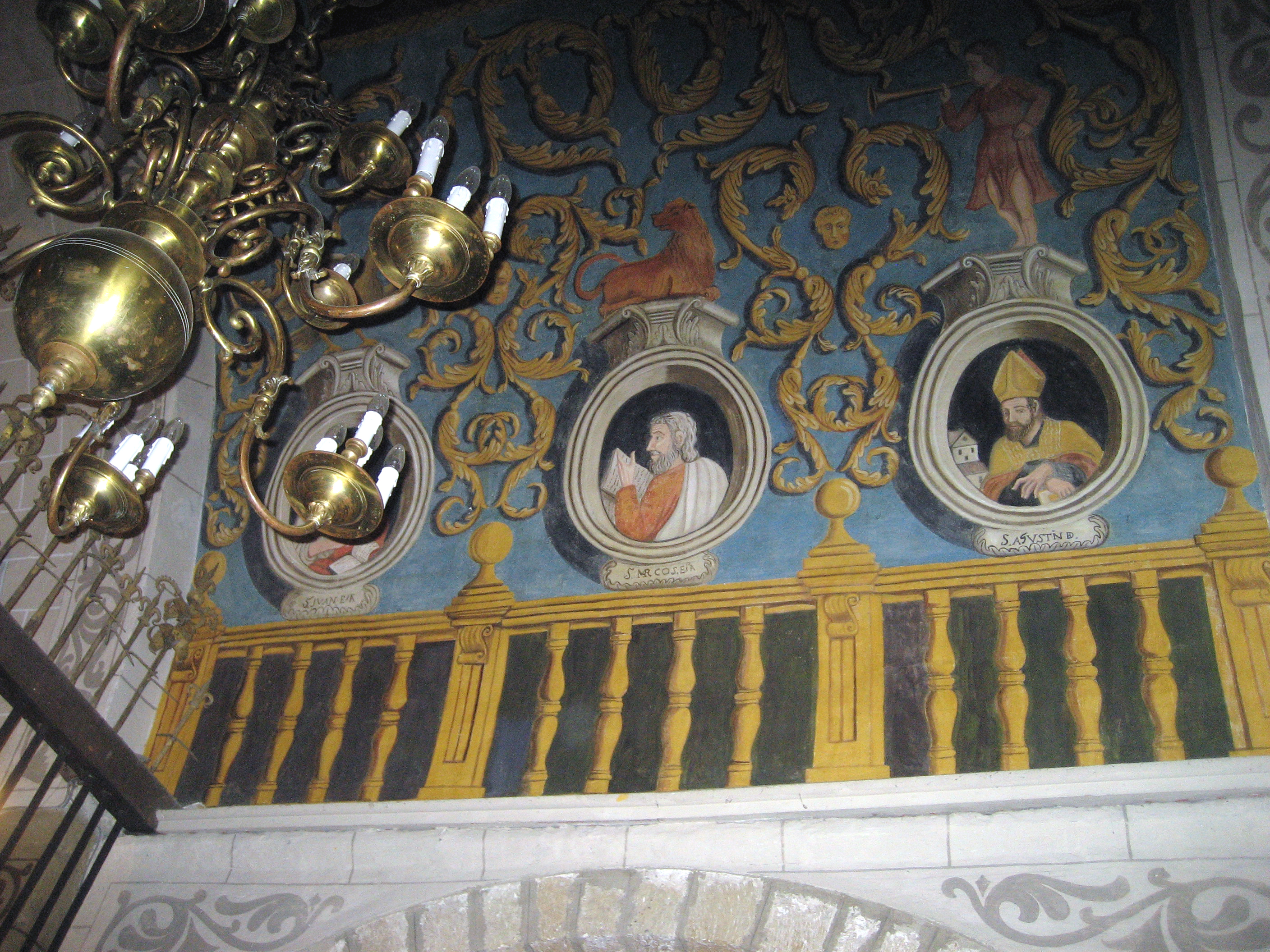
Pintura mural del lado de la Epístola.
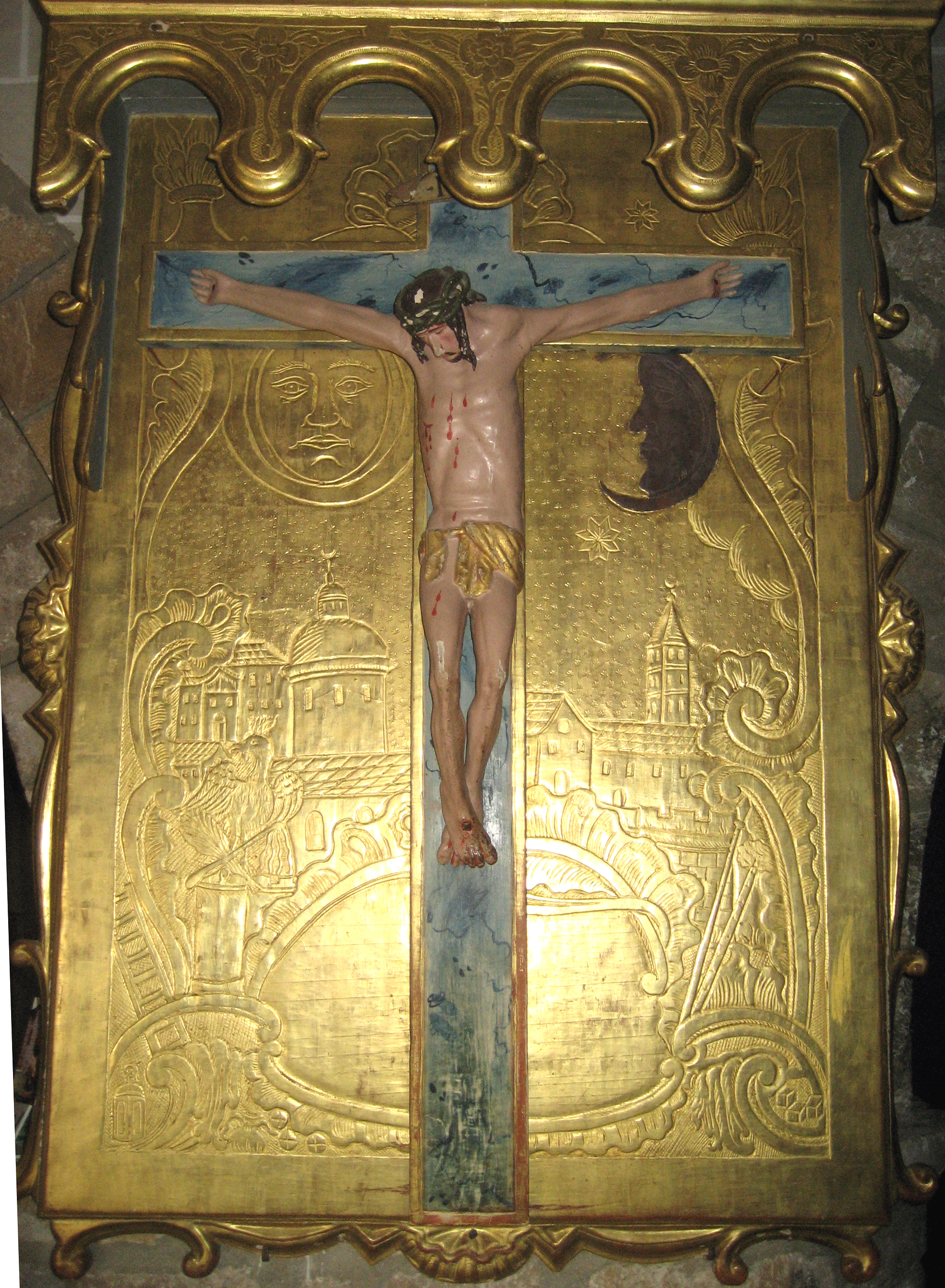
Crucificado en una nave lateral.

### Exterior
En la parte exterior se pueden observar unos gruesos contrafuertes en sus muros laterales que marcan los cuatro cuerpos en que se dividen las naves interiores. El edificio tiene dos puertas de entrada orientadas una al oeste, de 1671 y otra al sur, la principal, de estilo románico con cuatro arquivoltas sostenidas por pilastras lisas. Un rasgo característico es la torre de planta cuadrangular con una armoniosa cubierta cónica realizada con tablillas de madera,-que reciben el nombre de «oholak»– propia de las construcciones tradicionales de la zona. Hay un antiguo camino tradicional desde la iglesia de San Juan de Ochagavía en cuyo recorrido se encuentra las estaciones de un viacrucis.
Poco antes de la llegada a la ermita hay un pilar de piedra de cuatro metros de altura, en cuyo frente hay un hueco enrejado y en su interior una pequeña imagen de la Virgen con una inscripción grabada en la piedra que dice: «La villa de Otxagabia hizo hacer este Pilar, año 1654. Jesús María». Este pilar según Barber Arregui: «Sostiene la tradición que en su interior se halla el roble sobre el que se apareció la Virgen al pastor de casa Asa»".

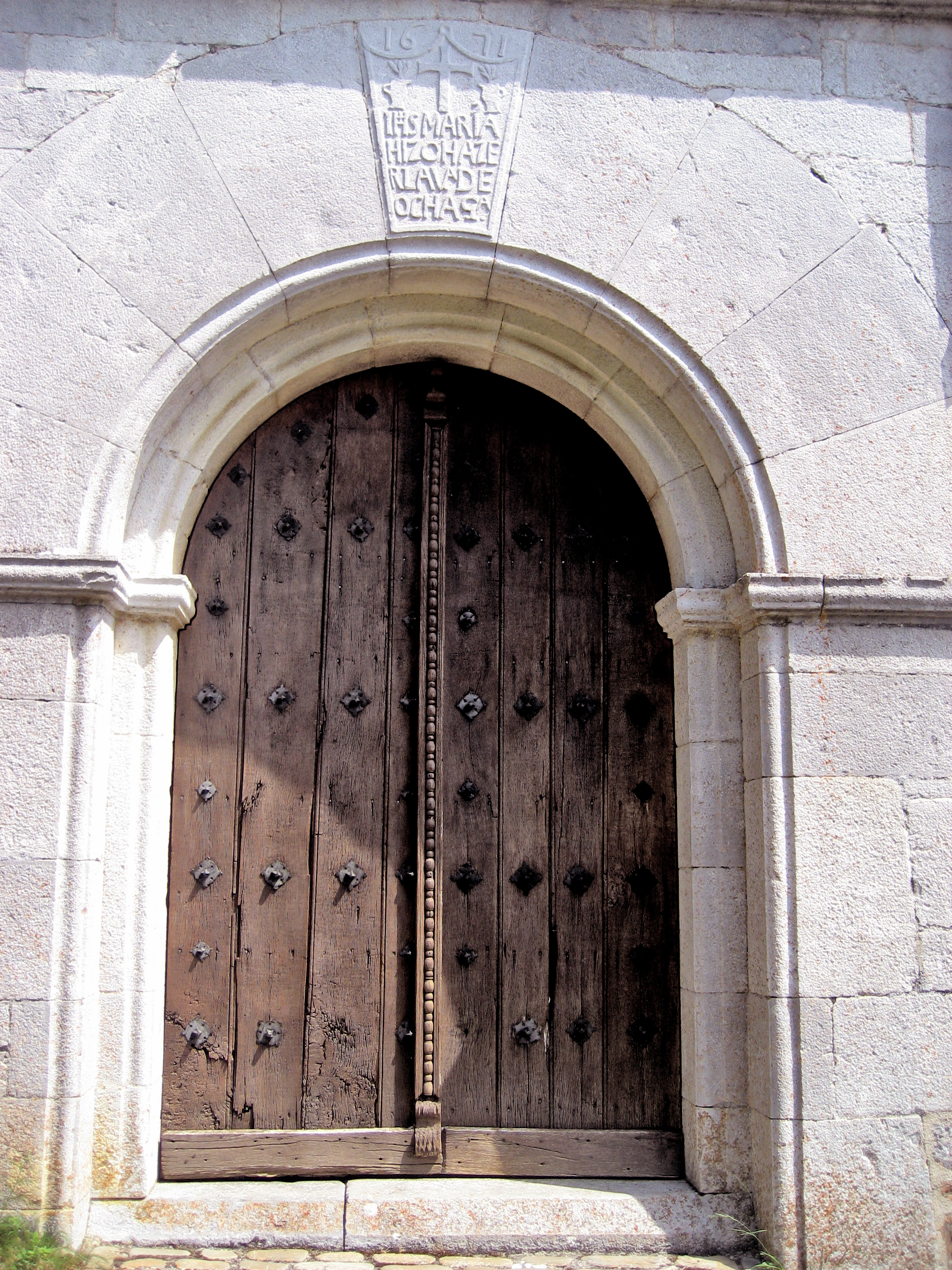
Puerta de 1671.
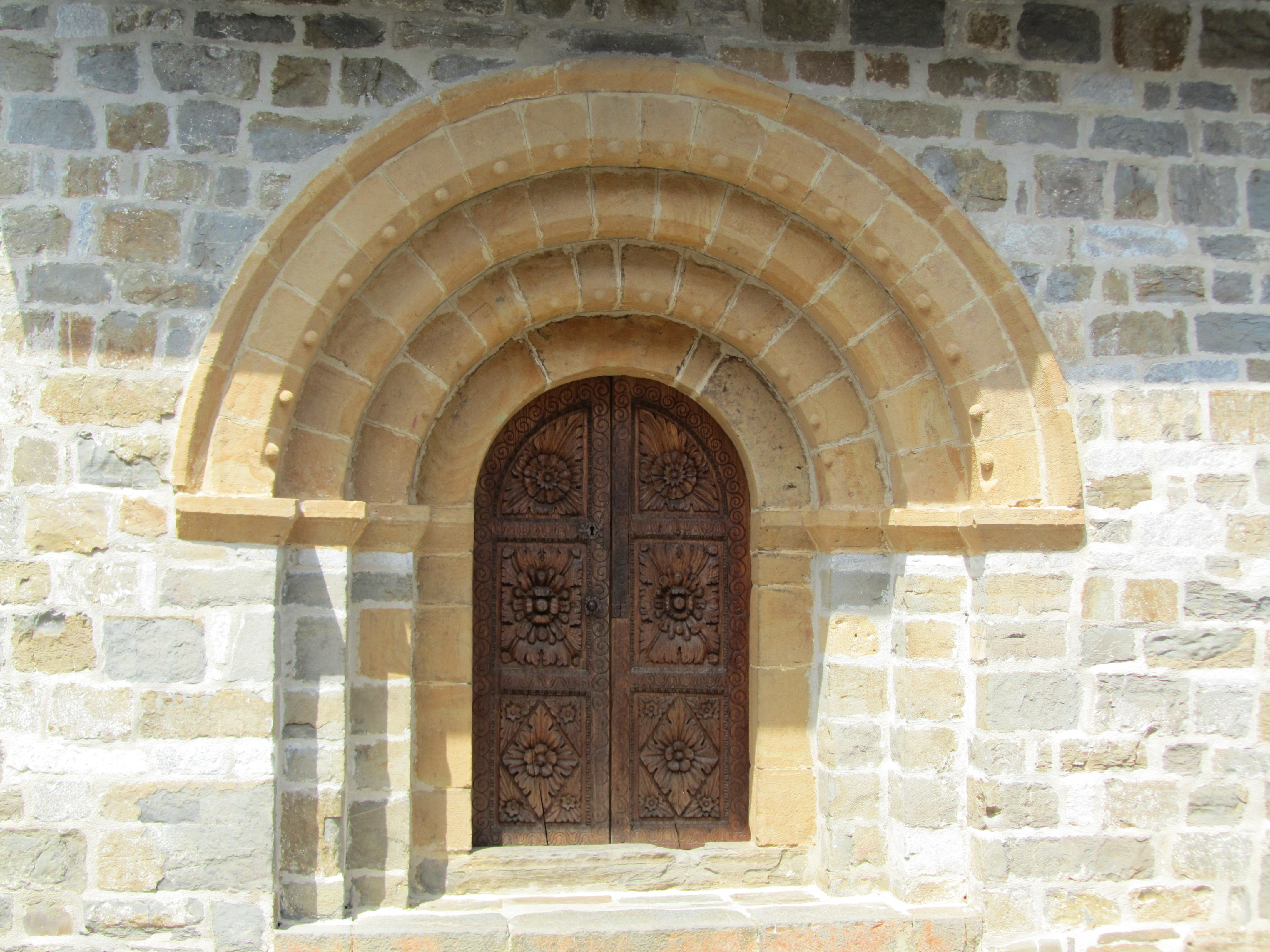
Puerta principal románica.
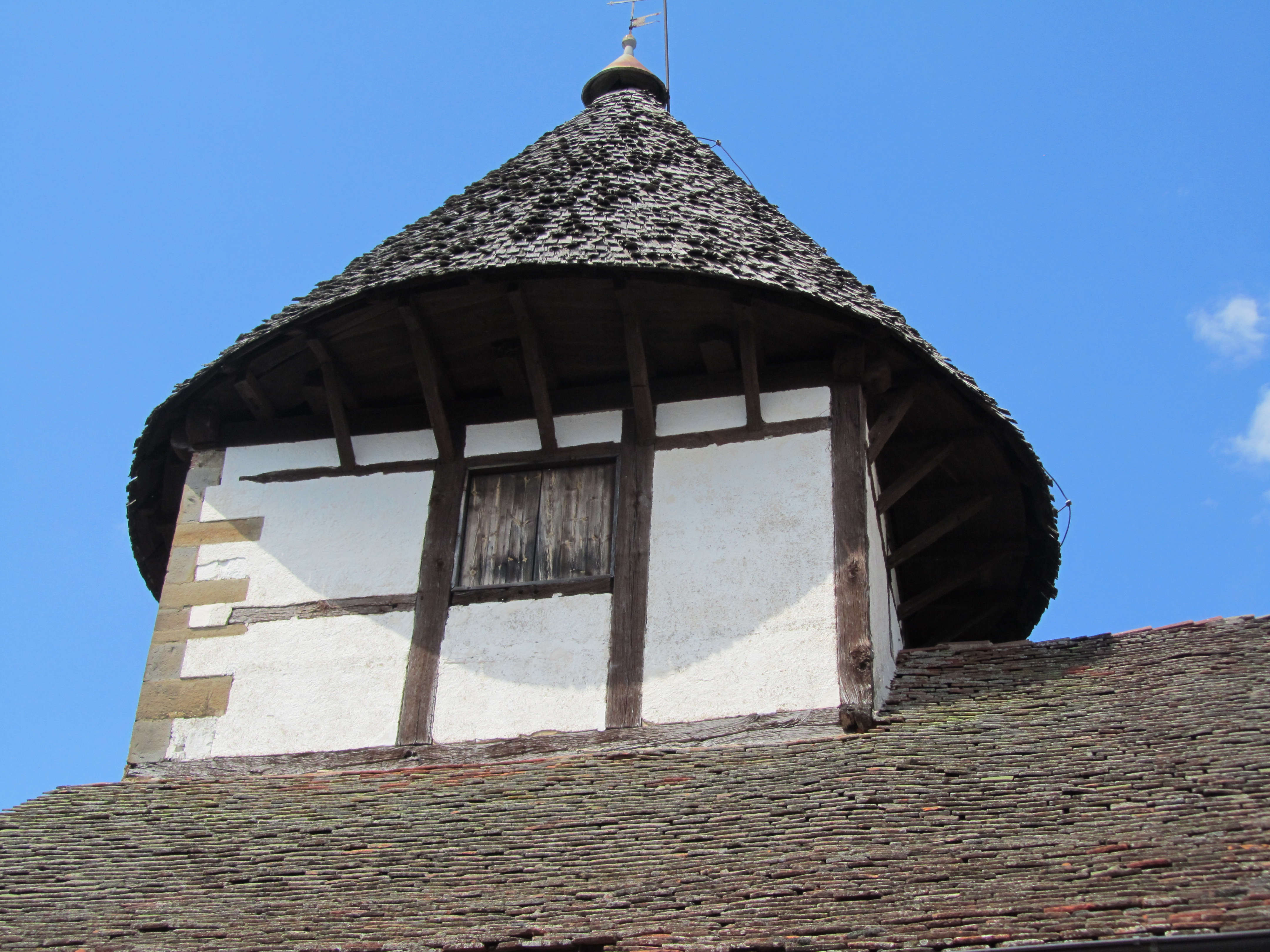
Torre con la cubierta cónica.
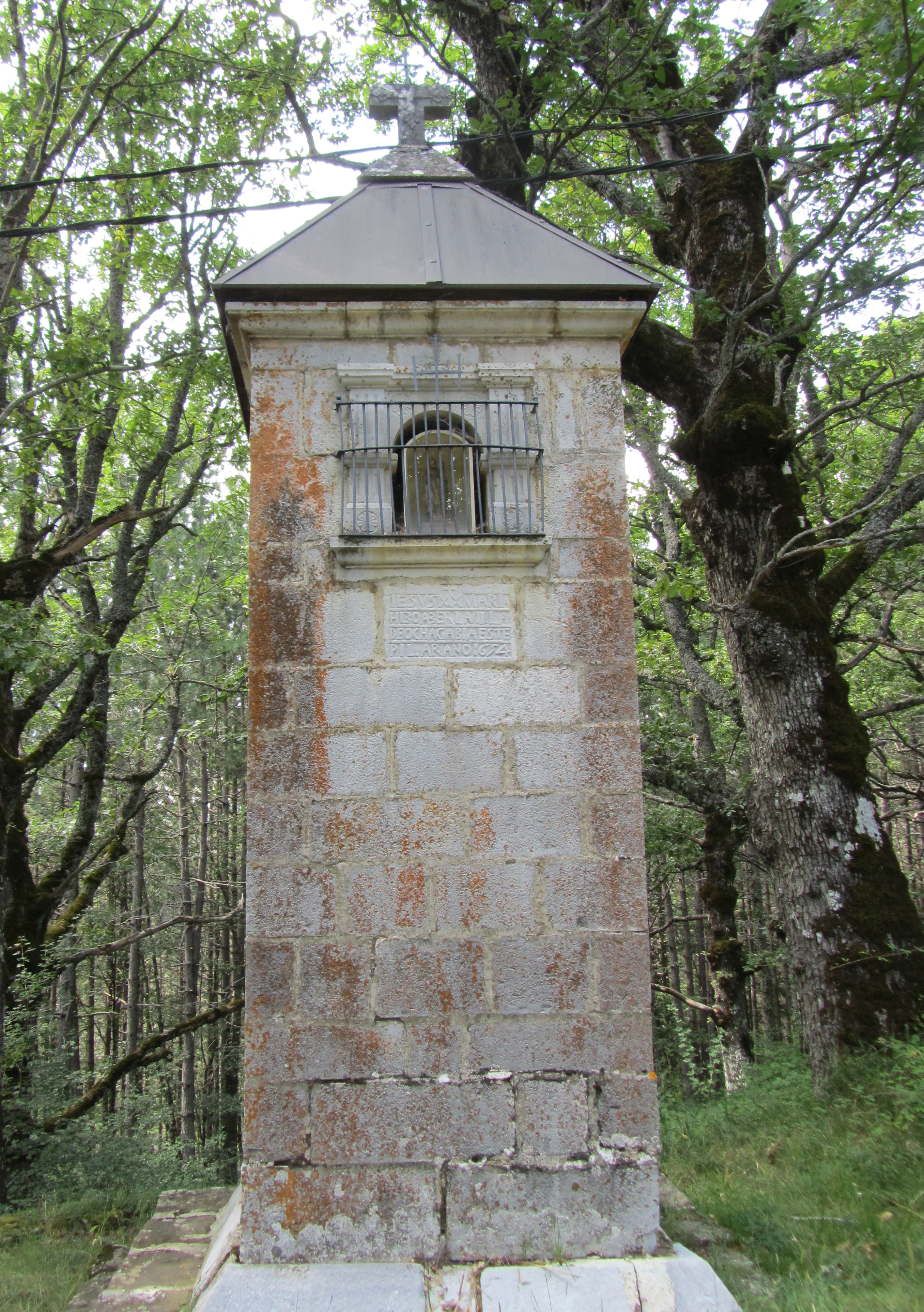
Pilar del año 1654.
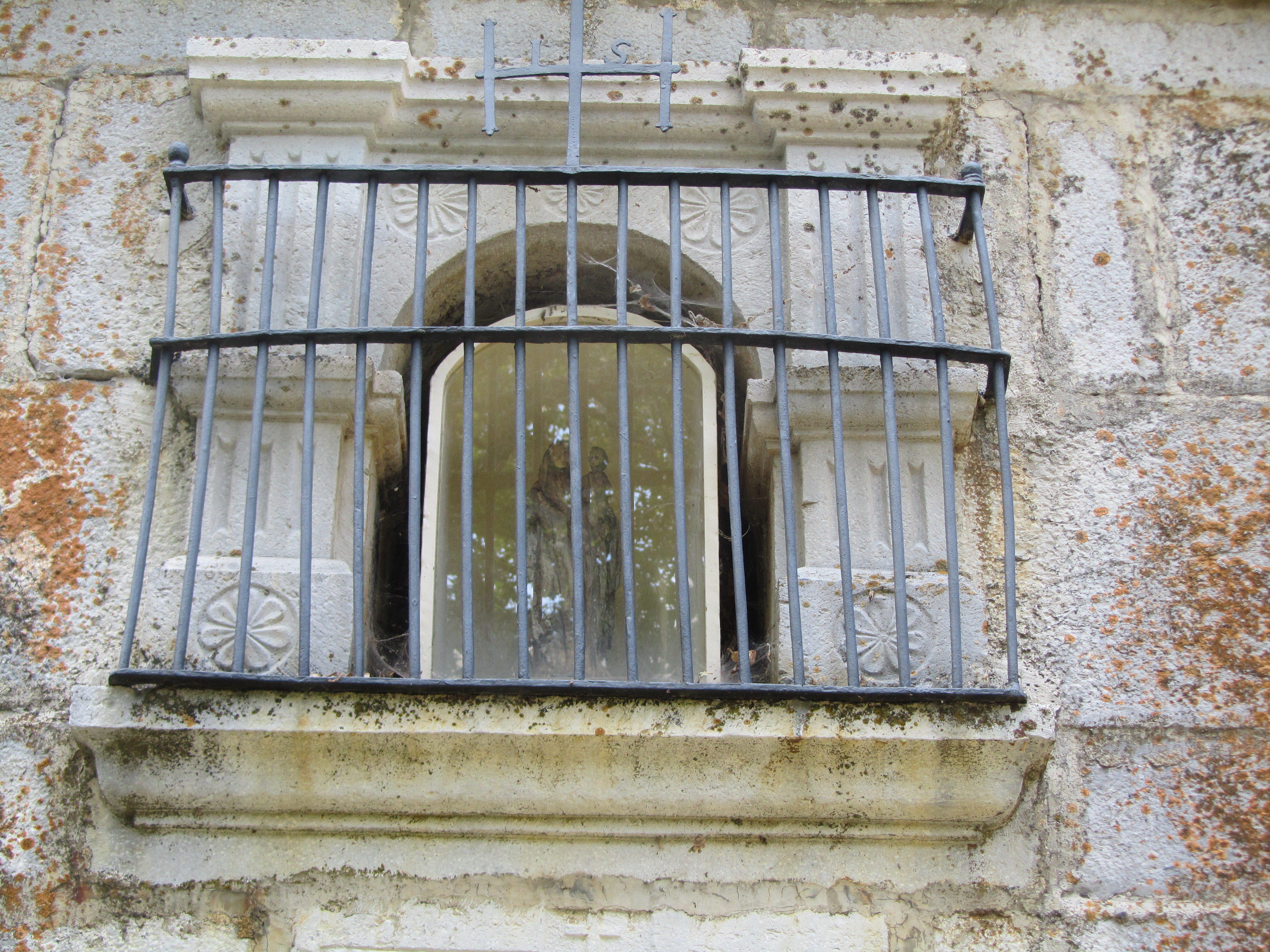
Detalle del pilar con la Virgen en su interior.

## Imagen de la Virgen

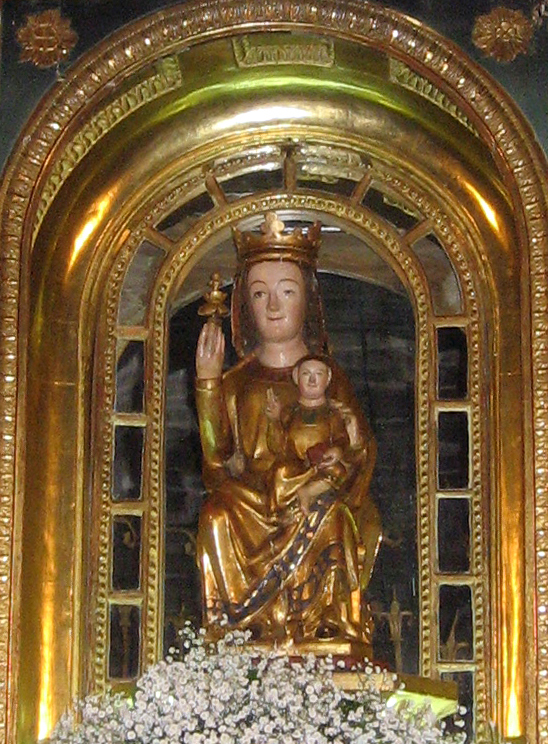
Talla de Nuestra Señora de Muskilda.

La escultura es de madera tallada policromada y dorada con pan de oro, datada entre los siglos XIV y XV, tiene una medida de 60 centímetros de altura y se encuentra en posición sedente sobre un trono sin respaldo ni brazos, portando corona sobre la cabeza y con el Niño Jesús sentado sobre la rodilla izquierda, éste tiene su brazo derecho levantado en actitud de bendecir y el izquierdo reposa en la rodilla con un libro en la mano. La Virgen sostiene una flor en la mano derecha mientras que su mano izquierda se apoya suavemente sobre el hombro de su hijo. Las vestiduras son de túnica para el Niño y túnica con velo y manto para la madre. Ambas imágenes miran de frente y muestran una faz sonriente.

### Leyenda
Según una leyenda tradicional la imagen fue encontrada por un pastorcillo cuando vio a un toro que estaba escarbando bajo un roble, en ese lugar halló la imagen, después de un par de intentos de llevarla consigo al pueblo, la imagen desaparecía y volvía al lugar del encuentro. Ante estas señales, se levantó la ermita en dicho lugar.

## Folklore
Cada año el 8 de septiembre se celebra en la ermita una vieja liturgia llena de simbolismo, son los llamados «danzantes de Muskilda», constituidos por ocho bailarines y un personajes llamado el «Bobo», ataviado en forma diferente al resto que se cubre la cara con una máscara bifronte –en color blanco por un lado y negro por el otro–. El conjunto de bailes está formado por 4 danzas de palos denominadas de «Emperador», «Katxutxa», «Danza» y «Modorro», una danza con pañuelos: «el Pañuelo» y «la Jota». Hay que añadir un «Pasacalles» como acompañamiento para los desplazamientos de las autoridades o la procesión de la Virgen. Estas danzas tienen gran tradición desde el siglo XVII. En la víspera de la fiesta, los componentes del grupo, vestidos con el traje típico de salacenco, visitan la casa del Mayordomo del Patronato «Mere Lego» de Muskilda acompañándolo hasta la iglesia donde se canta una Salve. Después, en la plaza de la Blankoa, bailan todos su repertorio.